# Dioscore fulgurata
Dioscore fulgurata là một loài bướm đêm trong họ Geometridae.